# Al-Dahiya, Beirut

al-Dahiya al-Janubiyya är den rödmarkerade delen av Beirut

al-Dahiya (arabiska: الضاحية, Förorten), eller al-Dahiya al-janubiyya (الضاحية الجنوبية, Södra förorten), är ett större förortsområde i södra Beirut, Libanons huvudstad. 
Det libanesiska inbördeskriget, som bröt ut 1975 och dessutom fick militär inblandning från Syrien och Israel på libanesisk mark, ledde till att förorterna i södra Beirut fick shiamuslimsk majoritet, varav många var interna flyktingar. Under 1980-talet blev "Södra förorten", "al-Dahiya al-janubiyya" ett samlande begrepp för detta område, och snart förtkortades detta till endast "Förorten", "al-Dahiya".
Under Libanonkriget 2006 drabbades bostadsområden i al-Dahiya av stor förstörelse efter dagliga bombningar av den israeliska försvarsmakten. Den israeliska militärens metod med kraftigt militärt våld i civila miljöer har därav kommit att kallas Dahiyadoktrinen.
I al-Dahiya finns bland annat Hizbollahs högkvarter och TV-stationen Al Manar.